# Fernando Iório Rodrigues
Dom Fernando Iório Rodrigues (Maceió, 23 de junho de 1929 - Maceió, 20 de março de 2010) foi um bispo católico brasileiro. Foi bispo da Diocese de Palmeira dos Índios.
Cursou filosofia e teologia no Seminário Nossa Senhora d'Assunção, em Maceió, onde ordenou-se padre no dia 30 de novembro de 1953, aos 24 anos de idade, sendo Dom Ranulpho da Silva Farias, o Bispo ordenante. Um ano depois, foi nomeado pároco de Bebedouro, onde permaneceu até 1985, ano em que foi designado bispo da Diocese de Palmeira dos Índios, terceiro município alagoano.

## HISTÓRICO

### FORMAÇÃO
Cursou Filosofia e Teologia no Seminário Nossa Senhora d'Assunção, em Maceió. Reconheceu o Curso de Filosofia na Universidade Federal de Alagoas (UFAL), defendeu a tese "O Linguajar Matuto" na Universidade Federal Fluminense (UFF), que assegurou-lhe o título de livre docente.

### O PÁROCO
Ao chegar em sua nova Paróquia, não pode instalar-se na casa paroquial, pois estava a mesma ocupada por uma família. Foi, então, acolhido pelo casal Antônio Nunes Leite e D. Sinhá Esther, que gentilmente o hospedaram por alguns meses.
A nova função era, ainda, dividida com as tarefas de Diretor da Rádio Educadora Palmares de Alagoas e articulista do Jornal "O Semeador", órgão de informação da Arquidiocese.

### OBRAS SOCIAIS E EDUCACIONAIS
Em Bebedouro, como Pároco, desenvolveu importantes obras sociais, através da Associação Beneficente daquela Paróquia, a saber: Equipe de Ajuda Fraterna, do Centro Comunitário São João Batista da Chã da Jaqueira, com serviço médico odontológico, Centro Social do SAEM, Vila do Ancião, Centro Comunitário D. Miguel Fenelon Câmara, Centro Comunitário do Arranca Toco, Centro Comunitário de Flechal de Baixo, Grupo de Promoção Social do Alto do Urubu (Cruzeiro), Centro Comunitário do Alto do Zeca do Porto das Pedras e do Ginásio Santo Antônio.
Todos os Centros Comunitários foram construídos em mutirão. O Ginásio Santo Antônio, fundado em 1957 foi construído e destinado aos que concluíam o primário e não tinham como da continuidade aos estudos. Tinha, na época, a Paróquia duas escolas de alfabetização para adultos: Santana e São João Batista.
Para que os objetivos escolares e alfabetização se concretizasse, fez-se um acordo importante: todo aluno que concluía a oitava série, tinha que formar uma turma de alfabetizandos. O Pároco, além de ocupar-se do Ensino Religioso e da Direção do Ginásio, tinha um grupo de estudos bíblicos, que se reunia as segundas feiras. Em 1960 foi promovido a Cônego do Cabido Metropolitano.

### AS ASSOCIAÇÕES RELIGIOSAS
Não se descuidou da tarefa mais nobre - a promoção religiosa. Assim, promoveu as associações, a nível de paroquia:
- Apostolado da Oração;
- Confraria do Rosário;
- Congregação Mariana;
- Filhas de Maria;
- Vicentinos.

Fundou, ainda, a Cruzada Eucarística, o Grupo de Evangelizadores, a Pastoral Catequética, a Pastoral Missionária e a Pastoral dos Sacramentos (preparação para os Sacramentos do Batismo, Crisma e Matrimônio). Tendo o jovem como referencial para o futuro efetivo da Igreja, os Grupos de Jovens, divididos em 12 núcleos, reuniam-se a cada 15 dias, em tardes de formação, contando na época com uma média de 500 jovens por tarde.
Fundou, ainda, os Grupos Teatrais para apresentação de cenas Bíblicas ao ar livre e os grupos folclóricos com o Pastoril e o Coco de Roda. Por fim, vieram as Luísas de Marillac, jovens qualificadas para a promoção do idoso, com visitas domiciliares e na Vila do Ancião.

### CAPELAS EDIFICADAS
Dizia o Bispo: "onde o homem constrói sua casa, Deus deve ter a sua". Com esta visão uniu-se ao povo na construção da Capela de Chã da Jaqueira (hoje Paróquia); São José, no Arranca Toco; São Sebastião, no Arranha Céu; Nossa Senhora das Dores, no SAEM; São Pedro, no Flechal de Baixo; São Paulo Apóstolo, em Sete Coqueiros; Nossa Senhora do Perpétuo Socorro, para os romeiros do Pe. Cícero, quase no inicio da Santa Amélia e final de Chã do Bebedouro.

### O PROFESSOR
Enquanto se instalava em Bebedouro, o novo Pároco defendia a tese "Metaplasmos em Fonética Sintática" o que resultou a Cadeira Vitalícia de professor de Língua Portuguesa no Colégio estadual Moreira e Silva. Em 1962, foi nomeado Professor de Língua Portuguesa, após concurso, na Universidade Federal de Alagoas.
Todo o seu tempo foi voltado às lides educativas e pastorais.

### A VISITA PASTORAL
Em 1983, o Arcebispo Metropolitano, Dom Miguel Fenelon Câmara, realizou visita pastoral em Bebedouro, ao deparar-se com a ação do Pároco, abraçou-o no final da semana que compreendia a visita e disse que a Igreja precisaria do Cônego Iório para nova missão. No ano de 1985 foi eleito Bispo de Palmeira dos Índios, pelo Papa João Paulo II.

### O BISPO
Eleito terceiro Bispo da Diocese de Palmeira dos Índios, escolheu por lema - "PASCE OVES MEAS" (Apascenta as minhas ovelhas). A Ordenação Episcopal foi realizada no dia 29 de maio de 1985, tendo como sagrante principal, D. Otávio Aguiar, Primeiro Bispo de Palmeira dos Índios, na ocasião Administrador Episcopal de Maceió, na Capital do Estado. Na tarde de 30 de junho do mesmo ano, tomou posse em frente à Catedral de Nossa Senhora do Amparo, como Pastor Diocesano.

### ATIVIDADES DO PASTOREIO EPISCOPAL
De imediato, o novo Bispo, reuniu os Párocos, Vigários e o Povo de Deus para Assembleia Diocesana, instalando as dimensões pastorais propostas pela Conferência Nacional dos Bispos do Brasil:
1 - Dimensão Comunitária e Participativa
2 - Dimensão Missionária
3 - Dimensão Bíblico Catequética
4 - Dimensão Litúrgica
5 - Dimensão Ecumênica e de Diálogo Religioso
6 - Dimensão Sócio Transformadora.
Ao longo do seu Pastoreio foram realizadas 22 Assembleias Diocesanas; 282 encontros com o Clero e 23 Retiros Espirituais.

### EDUCAÇÃO RELIGIOSA E SUPERIOR
Como às lides do Pároco de Bebedouro estavam voltadas às lides educativas e pastorais, não foi diferente sua ação Episcopal. Adquiriu, logo no inicio, o Prédio do antigo Colégio Pio XII, transformando-o em Centro Pastoral Diocesano, destinado a educação religiosa de catequistas e evangelizadores.
Fundou o Curso de Teologia Pastoral, com 3 anos de duração, com aulas presenciais nas manhãs das quintas feiras. O feito foi de tão grande importância que, repartições declaravam ponto facultativo para os que desejassem frequentar as aulas. E os candidatos eram muitos.

#### Fundação do Seminário Diocesano de Filosofia "São João Maria Vianey", na sede da Diocese.
Em 1986, em Convênio com a Universidade Federal de Alagoas, foi estabelecido o Curso de letras: Português/Literatura/Inglês, formando 103 licenciados. no ano seguinte, firmou novo convênio, com a mesma Universidade, para a realização do Curso de Licenciatura Plena em Pedagogia, habilitações - Supervisão escolar e complementação dos estudos para os portadores de diploma de licenciatura de curta duração, beneficiando 120 professores.
Sua preocupação se estende em relação a formação profissional e humana, resultando de seu trabalho a Extensão da Escola Técnica Federal de Alagoas; o Centro de Estudos Superiores de Maceió - CESMAC e, pensando em voltar-se para a própria Diocese apoiou um pequeno grupo e orientou na implantação da Faculdade São Tomás de Aquino, de orientação Católica, mantida pela Fundação Educacional que tem seu nome como Patrono.
Seguiram-se as pós graduações, novos cursos e, com grande entusiasmo frisava D. Iório: - "É Palmeira dos Índios "o maior pólo de ensino superior do interior de Alagoas"!

### CAMPO SOCIAL
Edificação da Vila do Idoso (1992) com 45 leitos, divididos em apartamentos individuais; implantação de dessalinizadores nas Comunidades paroquiais de São Cristóvão, em Palmeira dos Índios; Batalha, Delmiro Gouveia e Dois Riachos, trabalho pioneiro na extração do sal da água salobra, abundante no semi árido brasileiro. Doação de 200 casas à famílias pobres, com escritura pública lavradas em cartório; irrestrito apoio as 15 creches, 01 maternidade; 01 mercadinho de peixe, Centros de trabalho artesanal, em Batalha, Jaramataia, Pão de Açúcar e Delmiro Gouveia.
Além do Ensino superior, como se vê acima, os ensinos fundamental e médio tiveram seu apoio e incentivo nos Municípios de Pão de Açúcar, Palmeira dos Índios, Major Izidoro, Santana do Ipanema e São José da Tapera, onde funcionam escolas bem edificadas, sob a orientação da Igreja, tendo Padres como Diretores ou religiosas.

### MARCAS DE EVENTOS DE MASSA
- 1987, Jubileu de Prata da Diocese, com a visita do Nuncio Apostólico, D. Carlo Furno, benzendo o Centro de Treinamento e o Cristo do Goiti, onde recitou o ângelus.
- Visita da Imagem de Nossa Senhora de Fátima, maior manifestação de massa, até então vista em Palmeira dos Índios.
- Visita das relíquias de Santa Terezinha do Menino Jesus
- O Grande Jubileu - no dia 07 de janeiro de 2001, encerrando o Jubileu de 2000, o envio de 2.000 evangelizadores, após 03 anos de preparação, para todos os setores da Diocese.
- A data de 15 de novembro foi estabelecida para Encontro do Apostolado da Oração de toda a Diocese. A cada ano esta associação tem aumentado, significativamente.

### NOVAS PAROQUIAS
Quando de sua posse, possuía a Diocese 16 Paróquias. Em seu pastoreio, foram criadas e instaladas as Paróquias de São Vicente e São Sebastião, na Sede Diocesana e, as Paróquias de São José, em São José da Tapera; Sagrada Família, em Maravilha; Santo Antônio de Pádua, em Jacaré dos Homens; Nossa Senhora da Penha, em Cacimbinhas; Nossa Senhora da Saúde e São Sebastião, em Dois Riachos; Nossa senhora da Saúde e São Francisco, em Piranhas/Xingó e, São Sebastião de Poço das trincheiras, num total de 09 novas Paróquias. A Capela de São Pedro, no Centro da Sé Diocesana, foi elevada a dignidade de Santuário Eucarístico, para adoração diária do Santíssimo Sacramento.

### TÍTULOS ACADÊMICOS
- Membro da Associação Alagoana de Imprensa
- Membro do Sindicato Profissional de Jornalistas
- Membro da Acadêmia Palmeirense de Letras e Artes (Presidente de honra)
- Membro da Academia Alagoana de Letras (Presidente, cargo que exerceu até a morte)
- Membro de Instituto Histórico e Geográfico de Alagoas
- Membro da Academia Nacional de Filologia.

### SACERDOTES ORDENADOS
No final de seu Pastoreio, dizia entusiasmado o Pastor, ser a ordenação de 42 sacerdotes a sua maior alegria.

### LIVROS PUBLICADOS
- - Iniciação à Filologia Portuguesa (Edição esgotada)
- - Alterações Fonéticas em Língua Portuguesa (Ed. Esgotada)
- - Estudos Literários, Poetas Alagoanos (Ed. esgotada)
- - Metaplasmos em Fonética Sintática (Ed. esgotada)
- - Linguajar matuto (Ed. Facesta, obra a ser reeditada que ficou no prelo quando da morte do autor)
- - Dois Ensaios Literários (ed. esgotada)
- - Livre Gorjear (Prosa poética) - Ed. Paulinas
- - Força Interior - Ed. Paulinas
- - Pequenos Grandes Encontros - Ed. Paulinas
- - Sofrimento, Caminho de Crescimento - Ed. Paulinas
- - Fascínio de Jesus cristo - Ed. Paulinas
- - Carta pastoral - Vocação Sacerdotal e Religiosa - Edição da Diocese
- - Carta Pastoral - O Ano Jubilar 2000 - Edição da Diocese
- - Passos de Mariana - Ed. Paulinas
- - Pequenas História, Grandes Lições - Ed. Paulinas
- - 50 anos apascentando ovelhas (autobiografia) - Ed. Facesta
- - Mãos - Poesias

Além de bom escritor, com vasta obra acima descrita, era músico e poeta, tendo deixado o CD "Meu Bem Querer", com 18 músicas de sua autoria, todas voltadas para a liturgia e a meditação. Sua renúncia, como prescreve o Direito Canônica foi aceita pelo Papa Bento XVI, que nomeou como seu sucessor, Dom Dulcênio Fontes de Matos.
Era bacharel em filosofia pela Universidade Federal de Alagoas, tinha livre-docência em língua portuguesa pela Universidade Federal Fluminense, foi membro efetivo da AAL e autor de vários livros. Escritor e jornalista, Dom Iório foi, “sobretudo, um bispo pastoralista, tendo qualificado dois mil evangelizadores para o início do século XXI, em sua diocese”, descreveu Dom Dulcênio de Mattos, atual bispo de Palmeira dos Índios.
Morto em 20 de março de 2010, deixou Dom Fernando Iório um grande legado e, de sua obra autobiográfica pode-se ler:
"Caminhei muito.
Caminharia muito mais, arriscando minha vida, para ver no seu sorriso o sorriso de Cristo, para sentir nas suas atitudes as atitudes do Senhor.
(...)
Agradeço a Deus pelo incomensurável amor de me tomar pelos cabelos, sem arrancá-los, como a Ezequiel e de me conduzir pelos ares, deixando-me na Babilônia de Maceió. Nínive de Bebedouro e, finalmente, na Tebas de Palmeira dos Índios, para proclemar o fascínio de Jesus cristo, de sua Igreja e dessa Mãe amável, a Virgem do Amparo.
(...)
O timão de minha nau deixei-a em Suas mãos, à deriva, certo que o Senhor do mar dirigiria o sentido dos ventos.
(...)
Que o Senhor receba toda a minha liberdade. Entrego-lhe a memória, inteligência e vontade.
Tudo o que tenho e possuo ele me concedeu e eu restituo e entrego à Sua vontade soberana.
Que Ele me conceda Seu amor e Sua graça. Nisso consiste minha riqueza. Nada mais lhe pedirei.
Amém."